# Premio al miglior attore al Montreal World Film Festival
Il Premio al miglior attore (Best Actor) è un premio del Montreal World Film Festival dato dalla giuria del festival stesso a colui che è ritenuto il migliore attore in uno fra tutti i film presenti in competizione. Talvolta ci sono stati degli ex aequo. Il premio vi è dal 1978 ed è tuttora assegnato.
Di seguito è riportata la tabella con i vincitori e di fianco è riportato il film grazie al quale è stato assegnato loro il premio.

## Albo d'Oro

### Anni 1970
- 1978: Flavio Bucci - Ligabue
- 1979: Giuliano Gemma - Corleone

### Anni 1980
- 1980: Robert Duvall - Il grande Santini (The Great Santini)
- 1981: Rod Steiger - Gli eletti (The Chosen)
- 1982: Jean Rochefort - L'indiscrétion
- 1983: Gérard Depardieu e Wojciech Pszoniak - Danton
- 1984: John Shea - Windy City
- 1985: Armin Mueller-Stahl - Raccolto amaro (Bittere Ernte)
- 1986: Dennis Hopper - Velluto blu (Blue Velvet )
- 1987: Leo McKern - Agente sì... ma di commercio! (Travelling North)
- 1988: Davor Janjic - Život sa stricem
- 1989: Daniel Day-Lewis - Il mio piede sinistro (My Left Foot: The Story of Christy Brown)

### Anni 1990
- 1990
  - Marcel Leboeuf - Ráfales
  - Andrés Pajares - ¡Ay, Carmela!
- 1991: Francisco Rabal - L'uomo che ha perduto la sua ombra (L'homme qui a perdu son ombre)
- 1992: Richard Berry - Le petit prince a dit
- 1993
  - Denis Mercier - Le sexe des étoiles
  - Johan Leysen - Tradire
- 1994: Alan Rickman - Mesmer
- 1995: Fabrizio Bentivoglio - Un eroe borghese
- 1996: Rupert Graves - Relazioni intime
- 1997: Sam Rockwell - Lawn Dogs
- 1998: Hugo Weaving - The Interview
- 1999: Ken Takakura - Poppoya

### Anni 2000
- 2000: Mark Ruffalo - Conta su di me (You Can Count on Me)
- 2001: Robert Stadlober - Engel & Joe
- 2002: Aleksey Chadov - Voyna
- 2003: Silvio Orlando - Il posto dell'anima
- 2004
  - Fan Wei - Kan che ren de qi yue
  - Christopher Walken - Dietro l'angolo
- 2005: Jan Decleir - Off Screen
- 2006: Filip Peeters - De hel van Tanger
- 2007: Tomás Almeida e Filipe Duarte - A Outra Margem
- 2008: Erick Cañete - El viaje de Teo
- 2009: Cyron Melville - Vanvittig forelsket

### Anni 2010
- 2010: François Papineau - Route 132
- 2011
  - Borys Szyc - Kret
  - Danny Huston - Playoff
- 2012: Karl Merkatz - Anfang 80
- 2013
  - Marcel Sabourin - Another House
  - Peter Plaugborg - Miraklet
- 2014: Yao Anlian - Da gong lao ban
- 2015: Wolfram Berger - Rider Jack
- 2016: Willem Dafoe - My Hindu Friend
- 2017: Karel Roden - Masaryk
- 2018: Hiroshi Tachi - Owatta hito